# Amphia hepialoides
Amphia hepialoides är en fjärilsart som beskrevs av Achille Guenée 1852. Amphia hepialoides ingår i släktet Amphia och familjen nattflyn. Inga underarter finns listade i Catalogue of Life.